# Whatever You Got, I Want
Whatever You Got, I Want è un brano scritto da Gene Marcellino, Jerry Marcellino e Mel Larson ed interpretato dal gruppo musicale statunitense The Jackson 5 e inserito nel 1974 nel loro album Dancing Machine. Il brano fu estratto lo stesso anno come primo singolo.

## Tracce
1. Whatever You Got, I Want – 2:58 (Gene Marcellino, Jerry Marcellino, Mel Larson)
2. I Can't Quit Your Love – 3:12 (Caston, Wakefield) – Cover del brano dei Four Tops

## Classifiche
| Classifica (1974) | Posizione massima |
| ----------------- | ----------------- |
| Stati Uniti       | 38                |